# Tzasibiltic
Tzasibiltic är en ort i Mexiko.   Den ligger i kommunen Chilón och delstaten Chiapas, i den sydöstra delen av landet, 800 km öster om huvudstaden Mexico City. Tzasibiltic ligger 1 113 meter över havet och antalet invånare är 545.
Terrängen runt Tzasibiltic är kuperad söderut, men norrut är den bergig. Runt Tzasibiltic är det ganska tätbefolkat, med 54 invånare per kvadratkilometer. Närmaste större samhälle är Yajalón, 5,5 km nordväst om Tzasibiltic. I omgivningarna runt Tzasibiltic växer i huvudsak städsegrön lövskog.